# Tadeusz Miciński
Tadeusz Miciński (9. listopadu 1873 – únor 1918) byl polský spisovatel a básník období Mladého Polska. Psal mystické romány, epickou poezii a kontemplativní básně. Jeden z čelných představitelů polského expresionismu a předchůdce surrealismu. Byl přítelem Witkiewicze, Przybyszewského i Szymanowského.

## Život
Studoval historii a filosofii. Na studiích se zabýval okultismem, satanismem a knihami tajných věd. Bojoval v 1. světové válce, hodně cestoval. Byl zavražděn v Bělorusku za neznámých okolností (pravděpodobně během loupežného přepadení tamějších sedláků, ačkoliv existuje hypotéza, podle níž se jednalo o bolševický atentát). Miciński jel v kočáře na pomoc svým příbuzným.

## Tvorba
Hermetická, složitá na pochopení prozaická tvorba Micińského byla inspirována zjevenou pravdou. Autor v ní vyjadřoval gnózi, fatalismus a pohled, že pouze vybraným jednotlivcům (nadčlověk) je dáno vlastnictví duše a věčný život. Miciński byl také odpůrcem teorie náhody; svět a všechny jeho části neodvratitelně existují, ačkoli jsou nepoznatelné. Zároveň hlásil prvenství rozumového, vědeckého studování tajné vědy (indických mágů, chaldejských hvězdářů) nad vírou.
Miciński je tvůrcem nezvykle originální koncepce divadla; napsal několik dramat, jež spojují filosofické myšlenky s budoucími technikami moderních médií – filmu, projekce, slučování scén, velkých plenárních představení aj.
Miciński rozvažoval rovněž nad satanismem. Současně se středověkými gnostiky tvrdil, že zemský svět nestvořil Bůh, nýbrž Satan, jehož cílem bylo vytvořit karikaturu Nebe. Rovněž karikaturní formy mají tradiční symboly satanismu: kozel (karikatura Beránka Božího), obrácený kříž i pentagram. Zaujímal také pohled, že Ježíš Kristus, Lucifer i Fénix jsou tři jména pro jednu bytost.
Publikoval rovněž spisy svázané s polským národem, v nichž rozebírá (koneckonců podobně jak v epické poezii) filosofii geneze Juliusze Słowackého. Zastával též myšlenky panslavismu a antigermanismu.
Micińského během jeho života obklopovala legenda „básníka magie“ či „vyznavače záhad“. Jeho portrét v časopise Wyzwolenie (čes. Osvobození) Stanisława Wyspiańského (Samotnik, Maska V) byl zpodobněn žertovným způsobem. Portrét Micińského vytvořil rovněž Witkacy v románu 622 úpadků Bunga, čili démonická žena (Mag Childeryk). Witkacy mu rovněž dedikoval knihu Nenaplnění . Dedikaci Micińskému mělo také jedno z děl Szymanowského, jež bylo inspirováno dílem Nietota. Księga tajemną Tatr jakož i samotnou osobou jeho tvůrce.
Micińského tvorbou byl fascinován polský muzikant Roman Kostrzewski, jak můžeme slyšet v textech skupiny Kat.
Báseň Lucifer použila skupina Behemoth v albu Evangelion a taktéž skupina Holy Death v albu The Knight, Death and the Devil.

## Dílo
Mezi jeho nejznámější díla patří:
- Łazarze (1896) – báseň
- Nauczycielka (1896) – povídka
- W mroku gwiazd (1902) – sbírka poezie
- Kniaź Patiomkin (1906) – drama
- Do źródeł duszy polskiej (1906) – publicistický text
- W mrokach złotego pałacu, czyli Bazylissa Teofanu (1909) – drama
- Nietota. Księga tajemna Tatr (1910) – román
- Walka o Chrystusa (1911) – publicistický text
- Dęby czarnobylskie (1911) – sbírka povídek
- Xiądz Faust (1913) – román
- Wita (1926) – román

V češtině byla vydána kniha: Nedokonaný : básně v próze (Olomouc: Periplum, 2000).

## Miciński v hudbě
- 2006: Grzegorz Turnau Historia pewnej podróży
- 2010: Behemoth Lucifer